# La Dominelais
La Dominelais, auf Bretonisch Doveneleg, ist eine französische Gemeinde im Département Ille-et-Vilaine in der Region Bretagne. Sie gehört zum Arrondissement Redon und zum Kanton Bain-de-Bretagne. 

## Sehenswürdigkeiten

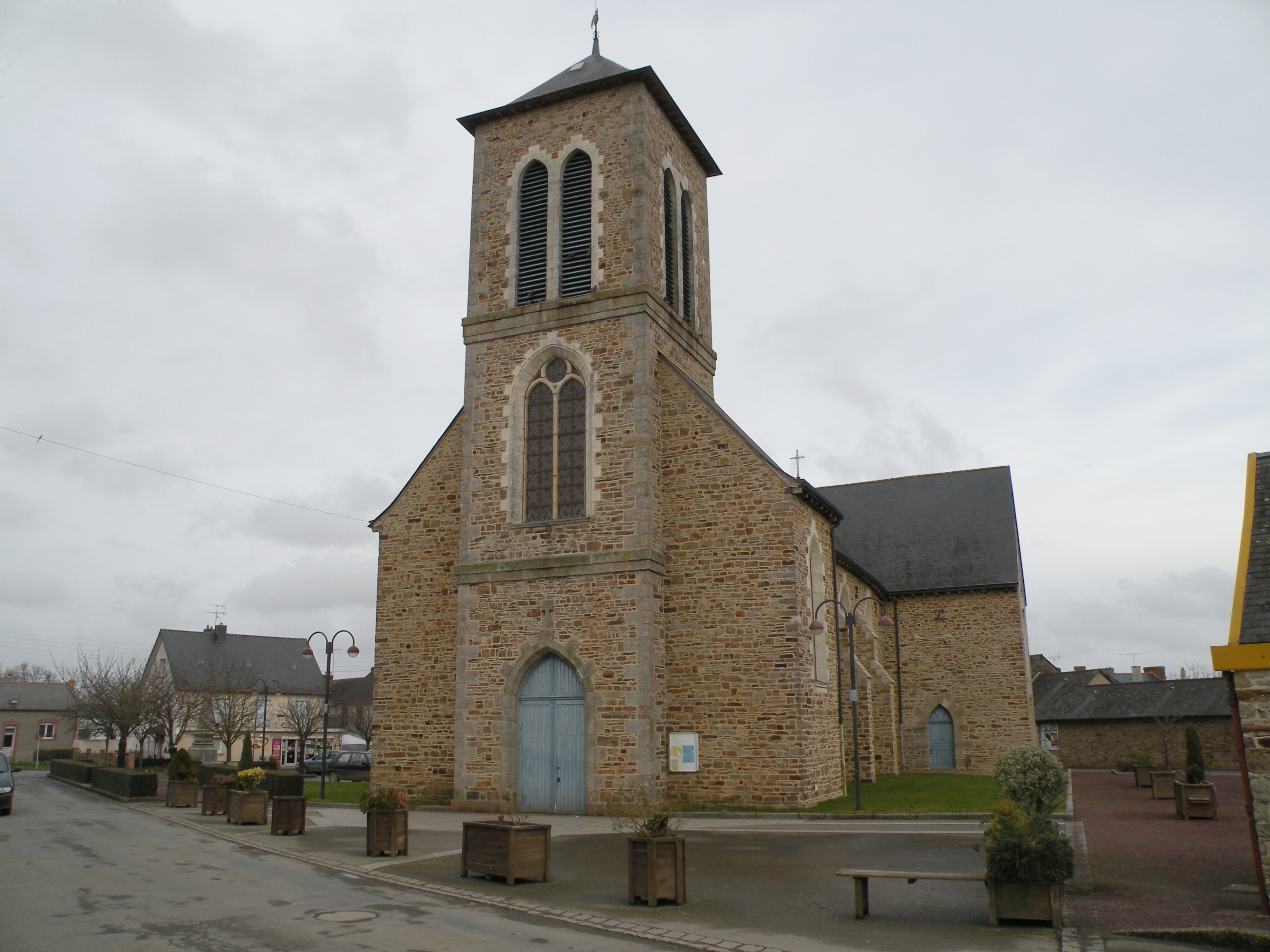
Kirche Saint-Nicolas

Die Gemeinde La Dominelais liegt an der Grenze zum Département Loire-Atlantique, 36 Kilometer südlich von Rennes. Sie grenzt im Norden an Bain-de-Bretagne, im Nordosten an Saint-Sulpice-des-Landes, im Südosten an Sion-les-Mines, im Süden an Mouais im Südwesten an Grand-Fougeray und im Nordwesten an La Noë-Blanche. Das Siedlungsgebiet liegt ungefähr auf 50 Metern über Meereshöhe.

## Bevölkerungsentwicklung
| Jahr                       | 1962 | 1968 | 1975 | 1982 | 1990 | 1999 | 2008 | 2013 | 2020 |
| Einwohner                  | 927  | 887  | 806  | 796  | 829  | 906  | 1203 | 1307 | 1397 |
| Quellen: Cassini und INSEE |      |      |      |      |      |      |      |      |      |

## Sehenswürdigkeiten
- Kirche Saint-Nicolas